# Lyn Nofziger
Lyn Nofziger (8 juin 1924 à Bakersfield en Californie - 27 mars 2006 à Falls Church en Virginie) est un journaliste américain, consultant politique conservateur républicain et auteur. 

## Biographie
Nofziger est engagé dans les Forces armées des États-Unis lors de la Deuxième Guerre mondiale. À la fin de la guerre, il fait un semestre à l'université de Californie à Los Angeles avant de décider d'être transféré à l'université d'État de San José. Nofziger rencontre Ronald Reagan lors d'une entrevue dans un restaurant d'Hollywood en 1965 dans le cadre de son métier de journaliste. Les deux hommes se lient et Nofziger devient assistant de Reagan au Congrès des États-Unis après son élection. Il suit alors la carrière politique de Reagan, reste son conseiller. En 1972, il dirige sa campagne de réélection au poste de gouverneur de Californie. Il devient porte-parole de sa campagne présidentielle en 1980. Il refuse le poste de porte-parole du gouvernement pour un poste d'assistant du président dans les affaires politiques. En janvier 1982, il quitte le gouvernement.